# Горње Огорје
Горње Огорје је насељено место у саставу општине Мућ, Сплитско-далматинска жупанија, Република Хрватска.

## Историја
До територијалне реорганизације у Хрватској налазило се у саставу старе општине Солин.

## Становништво
На попису становништва 2011. године, Горње Огорје је имало 163 становника.
| Број становника по пописима | Број становника по пописима | Број становника по пописима | Број становника по пописима | Број становника по пописима | Број становника по пописима | Број становника по пописима | Број становника по пописима | Број становника по пописима | Број становника по пописима | Број становника по пописима | Број становника по пописима | Број становника по пописима | Број становника по пописима | Број становника по пописима | Број становника по пописима |
| --------------------------- | --------------------------- | --------------------------- | --------------------------- | --------------------------- | --------------------------- | --------------------------- | --------------------------- | --------------------------- | --------------------------- | --------------------------- | --------------------------- | --------------------------- | --------------------------- | --------------------------- | --------------------------- |
| 1857                        | 1869                        | 1880                        | 1890                        | 1900                        | 1910                        | 1921                        | 1931                        | 1948                        | 1953                        | 1961                        | 1971                        | 1981                        | 1991                        | 2001                        | 2011                        |
| 579                         | 516                         | 512                         | 605                         | 718                         | 775                         | 775                         | 890                         | 869                         | 833                         | 772                         | 603                         | 420                         | 251                         | 218                         | 163                         |

### Попис1991.
На попису становништва 1991. године, насељено место Горње Огорје је имало 251 становника, следећег националног састава:
| Попис 1991.‍  | Попис 1991.‍  | Попис 1991.‍ | Попис 1991.‍ | Попис 1991.‍ |
| ------------ | ------------ | ----------- | ----------- | ----------- |
|              |              |             |             |             |
| Хрвати       | Хрвати       |             | 250         | 99,60%      |
| регион. опр. | регион. опр. |             | 1           | 0,39%       |
| укупно: 251  |              |             |             |             |